# Sisyphus popovi
Sisyphus popovi är en skalbaggsart som beskrevs av Kryzhanovskii och Medvedev 1966. Sisyphus popovi ingår i släktet Sisyphus och familjen bladhorningar. Inga underarter finns listade i Catalogue of Life.